# Remo Palmieri
Remo Palmieri (29 maart 1923 – 2 februari 2002) was een Amerikaanse jazz- en swingpianist.

## Biografie
Remo Palmieri beheerste de gitaar op 11-jarige leeftijd en speelde bas op 12-jarige leeftijd. Op 16-jarige leeftijd werd hij beroepsmuzikant, vanaf 1942 speelde hij met het trio van Nat Jaffe. Zijn oorspronkelijke bedoeling om een professionele carrière als gitarist te beginnen was om zijn studie van de schone kunsten te financieren, aangezien hij aanvankelijk de carrièreambities van een beeldend kunstenaar had. Kort daarna speelde hij met Coleman Hawkins (1943), Red Norvo (1944), Billie Holiday, Lena Horne, Sarah Vaughan en Mildred Bailey (1944) en Phil Moore (1944-45) en in de bands van Buddy Rich, Mary Lou Williams en Barney Bigard. In deze jaren verwierf hij een reputatie als een van de meest veelbelovende jazzgitaristen aan de Oostkust van de Verenigde Staten met zijn instrumentale stijl in de traditie van Charlie Christian. Palmieri was ook lid van het Teddy Wilson All-Star Sextet. Tijdens de jaren van het opnameverbod van 1942 tot 1944 nam de band de Swing V-schijf (Shellac No. 595B) Blues Stompin' op in het Savoy. Hij werd bekend in de bopomgeving door zijn deelname aan de nummers Groovin' High en All the Things You Are met Dizzy Gillespie op 28 februari 1945.
Ook in 1945 keerde hij zich voor een groot deel af van de jazz en begon hij als studiomuzikant bij CBS te werken voor de Arthur Godfrey Show, een activiteit die tot 1972 zijn voornaamste bezigheid bleef. Palmieri's hernieuwde belangstelling voor jazz begon in 1974, toen hij zich bij het Benny Goodman orkest aansloot voor een aantal grote concerten. Eind jaren 1970 nam hij op voor het label Concord Records met jazzgitarist Herb Ellis. In 1991 verscheen hij op het album Alone With Just My Dreams van Joe Wilder.

## Overlijden
Remo Palmieri overleed in februari 2002 op 78-jarige leeftijd.